# Bas-Lieu
Bas-Lieu település Franciaországban, Nord megyében. Lakosainak száma 344 fő (2022. január 1.). Bas-Lieu Dourlers, Avesnes-sur-Helpe, Saint-Hilaire-sur-Helpe, Semousies, Avesnelles, Beugnies és Flaumont-Waudrechies községekkel határos.

## Népesség
A település népességének változása:
| Lakosok száma | 347  | 357  | 361  | 349  | 345  | 344  | 342  | 339  | 344  |
|               | 2013 | 2015 | 2016 | 2017 | 2018 | 2019 | 2020 | 2021 | 2022 |